# Volkshochschule Potsdam

Die Volkshochschule befindet sich im 2. OG des Bildungsforums

Die Volkshochschule im Bildungsforum (VHS) Potsdam ist eine gemeinnützige und allen zugängliche kommunale Weiterbildungseinrichtung mit jährlich ca. 900 Kursen und rund 10.000 Teilnehmenden. Sie wurde 1919 gegründet. Ihr Motto lautet: Bildung für alle! Zu ihren Angeboten zählen außer Kursen auch Workshops, Vorträge, Ausstellungen, Malreisen und kostenlose Lerncafés.
Die VHS hat seit 2013 ihren Sitz im Bildungsforum am Platz der Einheit in der Stadtmitte. Im selben Gebäude befinden sich auch die Stadt- und Landesbibliothek (SLB) sowie die Wissenschaftsetage (WIS). In dem vierstöckigen Gebäude steht der VHS die komplette 2. Etage zur Verfügung. Zur VHS gehören 17 gut ausgestattete Unterrichtsräume, darunter ein Kreativraum für Mal-, Näh- und Modellierkurse, ein PC-Raum, zwei Sporträume, Umkleideräume, Büros und ein Anmeldebereich. Alle Unterrichtsräume sind mit modernen interaktiven Tafeln ausgestattet. Die VHS bietet Kurse für alle Altersgruppen an. Insbesondere berufliche Weiterbildung ist in den letzten Jahren ausgebaut worden. Zu den Projekten der Volkshochschule im Bildungsforum gehören die Lernwerkstatt Deutsch (seit 2013) und das regionale Grundbildungszentrum (seit 2015).

## Angebot
Die VHS bietet das ganze Jahr über Kurse, Workshops, Vorträge und Exkursionen an. Das Programm umfasst folgende Bereiche:
- Mensch und Gesellschaft
- Kultur und Gestalten
- Gesundheit
- Sprachen
- Beruf und Computer
- Junge VHS
- Deutsch als Fremdsprache und Integration
- Grundbildung

Einteilung in Trimester: Die Angebote starten regelmäßig im Herbst, Winter und Frühjahr. Hinzu kommen spezielle Angebote zur beruflichen Bildung sowie Workshops für Kinder und Jugendliche (Junge VHS), die auch in den Ferien stattfinden.
Es gibt auch Kurse, die besonders auf die Bedürfnisse älterer Menschen zugeschnitten sind: Gesundheitssport, Einführungskurse für den Umgang mit Tablet und Smartphone sowie Sprachkurse für Späteinsteiger oder alle, die ihre Kenntnisse in ruhigem Tempo auffrischen möchten.

## Kooperationen
Zu den Kooperationspartnern der Volkshochschule im Bildungsforum gehören folgende Potsdamer Einrichtungen: Fachhochschule Potsdam, Filmmuseum Potsdam, Industrie- und Handelskammer, Museum Barberini, Naturkundemuseum Potsdam, proWissen e.V., Stadt- und Landesbibliothek Potsdam, die Verbraucherzentrale Brandenburg und die Stiftung Preußische Schlösser und Gärten (SPSG). Diese Kooperationen spiegeln sich im Veranstaltungsprogramm der VHS wider.

## Geschichte

### Die Anfänge
Unter dem Motto „Bildung für alle!“ wurden in der Weimarer Republik viele Volkshochschulen gegründet. Das Preußische Ministerium für Wissenschaft, Kunst und Volksbildung rief am 25. Februar 1919 die Städte und Gemeinden dazu auf, Unterrichtsräume für Kurse der neuen Volkshochschulen zur Verfügung zu stellen.
1919 wurde die Volkshochschule Potsdam gegründet. Der Magistrat der Stadt beschloss die Durchführung von vier- bis sechswöchigen allgemeinverständlichen Vorträgen in den Räumen der städtischen Schulen Viktoria-Gymnasium (heute Helmholtz-Gymnasium), Realgymnasium (heute Einstein-Gymnasium) und der damaligen Oberrealschule (Am Kanal 62). Die Initiative dazu ging vom Arbeiter- und Soldatenrat Potsdam aus.
1925 verfügte der Magistrat der Stadt Potsdam aus finanziellen Gründen die Schließung der zum 1. Oktober 1925. Bis 1945 gab es in Potsdam keine Volkshochschule mehr. Während der NS-Zeit wurden im Deutschen Reich alle Volkshochschulen aufgelöst oder im NS-Volksbildungswerk gleichgeschaltet.

### 1945 bis 1989
Der Magistrat der Stadt Potsdam reichte im September 1945 einen Antrag auf Genehmigung Gründung einer Volkshochschule bei der sowjetischen Kommandantur ein. Im April 1946 wurde die Volkshochschule Potsdam in der Aula des Viktoria-Gymnasiums in der Kurfürstenstraße 53 (heute: Hermann-von-Helmholtz-Gymnasium) eröffnet.
1950, wenige Monate nach der Gründung der DDR, wurde die Volkshochschule selbstständig. 1951 begann sie mit der Durchführung von berufsbildenden Lehrgängen in Potsdamer Großbetrieben, u. a. im Reichsbahnausbesserungswerk (RAW) Potsdam, bei der Oberpostdirektion Potsdam und im St.-Josefs-Krankenhaus.
1953 wurde die berufliche Qualifizierung weitgehend an die neuen Technischen Betriebsschulen übergeben. Die Volkshochschulen wurden 1956 in das Ministerium für Volksbildung eingegliedert, die parteipolitische Einflussnahme wuchs. Die Potsdamer Abendschule wurde in die Volkshochschule eingegliedert. Diese konnte nun Schulabschlüsse auf dem Zweiten Bildungsweg anbieten.
1980 erhielt die Volkshochschule Potsdam mit dem bürgerlichen Wohnhaus in der Dortustraße 37 erstmals ein eigenes Gebäude. Der Unterricht fand nun sowohl in den 13 Unterrichtsräumen und Fachkabinetten sowie an weiteren Schulen im Stadtgebiet statt. 1985 verlieh der damalige Oberbürgermeister Wilfried Seidel der Volkshochschule den Namen „Albert Einstein“.

### 1990 bis heute
Nach der Wiedervereinigung der beiden deutschen Staaten 1990 holten viele Studierende der Pädagogischen Hochschule Potsdam für das Lehramt ihr Abitur nach, um sich die Anerkennung ihres Studiums zu sichern. Die „Volkshochschule Albert Einstein“ strukturierte sich neu, kreierte neue Programmbereiche und erschloss sich neue Zielgruppen.
Der Zweite Bildungsweg firmierte als Teil der Volkshochschule unter dem Namen „Abendschule Potsdam, Sekundarstufe I und II“. Unter dem Dach der Volkshochschule wurde 1991 das „Potsdam-Kolleg“ gegründet, das gymnasiale Schulabschlüsse auf dem zweiten Bildungsweg anbot.
1993 gewährte das Weiterbildungsgesetz des Landes Brandenburg die Gleichrangigkeit von kommunalen Volkshochschulen und freien Erwachsenenbildungseinrichtungen. Im selben Jahr erhielten die letzten vier 12. Klassen ihr „VHS-Abitur“. 1994 wurde die Abendschule von der Volkshochschule abgekoppelt und selbstständig, die VHS blieb in städtisch-kommunaler Hand. 2005 wurde die VHS Träger von Integrationskursen und erweiterte ihren Bereich „Deutsch als Fremdsprache“. Seit 2006 bietet sie verstärkt Grundbildungsangebote (Lesen, Schreiben, Rechnen, Umgang mit dem PC) für Menschen an, deren Kompetenzen nicht ausreichen, um sich auf dem Arbeitsmarkt zu behaupten.
Seit ihrem Umzug 2013 in die neuen Räumlichkeiten des Bildungsforums trägt die VHS den Namen „Volkshochschule im Bildungsforum Potsdam“. Im selben Jahr eröffnete in Kooperation mit der Stadt- und Landesbibliothek die „Lernwerkstatt Deutsch“, ein kostenloses Angebot für erwachsene Migranten, die ihre Deutschkenntnisse verbessern möchten.
Seit 2015 erweitert die VHS als wichtiges Standbein zur Integration ihr Angebot an Deutschkursen. Außerdem beginnt 2015 der Aufbau des regionalen Grundbildungszentrums für Menschen die nur wenig lesen und schreiben können. Für Migranten, die in Deutschland arbeiten oder studieren möchten, bietet die VHS Deutschkurse der Niveaus A1 bis C1 an.
2020 musste die VHS wegen der Coronakrise mehrere Monate lang schließen und bot in dieser Zeit Online-Kurse und Vorträge im Live-Stream an. Anfang 2020 hatte die VHS mit dem Modellprojekt „VHS online/offline – gemeinsam digital“ begonnen, ein Projekt, das vom Ministerium für Bildung, Jugend und Sport (MBJS) in Brandenburg gefördert wurde. Das Anliegen der VHS ist es, digitale Medien in der Weiterbildung klug einzusetzen. Der persönliche Austausch und die persönlichen Begegnungen machen aber weiterhin das Wesen der Volkshochschule aus.
Die Volkshochschule Potsdam steht für Horizonterweiterung, Wertschätzung und Offenheit im Denken und Handeln. Überparteilichkeit sowie gelebte Diversität und Integration gehören zu ihren Leitlinien.

## Weitere Informationen
- Volkshochschule im Bildungsforum
- Gründung: 1919
- Trägerschaft: Landeshauptstadt Potsdam
- Ort: Potsdam
- Leitung: Dr. Myrtan Xhyra